# Medalha Comemorativa dos Partisans de 1941
A Medalha Comemorativa dos Partisans de 1941 (em servo-croata: Partizanska spomenica 1941, em macedônio/macedónio: Партизанска споменица 1941, tr Partizanska spomenica 1941, em esloveno: Partizanska spomenica 1941) foi uma condecoração comemorativa da República Socialista Federativa da Iugoslávia, concedida aos participantes da Guerra de Libertação Nacional que se juntaram ao movimento partidário em 1941. Um total de 27.629 pessoas receberam essa distinção, mas apenas os sobreviventes na época da condecoração foram homenageados com o prêmio. Os partisans que morreram e que haviam ingressado na guerra em 1941 foram homenageados com a medalha "Memória dos Combatentes Caídos".

## História
A Medalha Comemorativa dos Partisans de 1941 foi estabelecida por um decreto do Comitê de Defesa Nacional do Comitê Nacional de Libertação da Iugoslávia em 14 de setembro de 1944, durante uma reunião na ilha de Vis. O Comitê decidiu dessa forma expressar sua gratidão e reconhecimento aos soldados e comandantes do Exército de Libertação Nacional da Iugoslávia que ingressaram na guerra em 1941. A primeira versão da medalha foi fabricada em 1944 na URSS. O esboço da medalha foi criado pelo escultor iugoslavo Antun Augustinčić, que na época era vice de Tito no Comitê Nacional de Libertação da Iugoslávia e se encontrava em Moscovo, fazendo parte da missão militar do Exército de Libertação Nacional da Iugoslávia. A condecoração não tinha status oficial inicialmente, e as primeiras entregas da Medalha ocorreram em 14 de setembro de 1944.
Em 5 de maio de 1946, foi promulgada a lei "Sobre a Medalha Comemorativa dos Partisans de 1941", que definiu as condições para a premiação e as pessoas que poderiam ser agraciadas. A medalha era vista como "um símbolo de reconhecimento estatal aos organizadores da revolta popular e pioneiros da luta de libertação nacional pelos grandes feitos realizados em nome da liberdade dos nossos povos". A lei determinava que apenas os participantes da guerra que haviam ingressado obrigatoriamente no exército partidário em 1941 tinham direito à medalha, independentemente de continuarem ou não no exército da Iugoslávia, terem sido feitos prisioneiros ou não. Um novo design para a medalha e a fita de premiação foi desenvolvido pelos autores Antun Augustinčić e Đorđe Andrejević.
Em 28 de março de 1956, a Lei "Sobre os Direitos dos Agraciados com a Medalha Comemorativa dos Partisans de 1941" estabeleceu regras para o uso da medalha. Em 21 de março de 1972, foi adotada a Lei "Sobre os Direitos Básicos dos Agraciados com a Medalha Comemorativa dos Partisans de 1941", que concedia algumas vantagens aos premiados, como acesso gratuito a cuidados médicos, aumento na aposentadoria, auxílios mensais e anuais, transporte público gratuito e férias anuais. A premiação era realizada pelo Ministério da Defesa Nacional, incluindo o Secretariado de Defesa Nacional. As candidaturas para a premiação podiam ser enviadas até 31 de dezembro de 1957, e a entrega da medalha prosseguiu até 1963.
A medalha era fabricada em prata com douração. Ela deveria ser usada no lado esquerdo do paletó ou uniforme. A pessoa premiada recebia um Livro de Premiação, que era a confirmação jurídica do direito de usar a medalha. Ao todo, 27.269 pessoas foram premiadas. De acordo com a lei "Sobre Ordens e Medalhas da Federação Democrática da Iugoslávia", de 9 de junho de 1945, a medalha ocupava o 18º e último lugar na hierarquia das condecorações da Iugoslávia. Nas leis subsequentes da FNRJ e da SFRJ, a Medalha Comemorativa dos Partisans de 1941 deixou de ser considerada uma premiação oficial, embora os privilégios e direitos exclusivos dos premiados ainda sejam válidos nas antigas repúblicas iugoslavas até hoje.
Para comemorar os 20 anos do início da guerra, em 1961, foi criada uma grande mosaico em Užice chamada "Medalha Comemorativa dos Partisans de 1941", de autoria de Marinko Benzon.

## Descrição
Houve dois modelos da Medalha Comemorativa dos Partisans de 1941. O primeiro foi criado pelo pintor Đorđe Andrejević Kun, de Belgrado, e pelo escultor Antun Augustinčić, de Zagreb. O esboço desse modelo foi feito no outono de 1943, juntamente com os esboços das primeiras condecorações do Exército de Libertação Nacional da Iugoslávia e do brasão da nova Iugoslávia. Sua produção ocorreu em 1944, na União Soviética, na Casa da Moeda de Moscou.
O primeiro modelo da Medalha Comemorativa de 1941 consistia em uma estrela vermelha de cinco pontas esmaltada, sobre a qual havia um medalhão oval. No medalhão, era retratado um combatente de frente, movendo-se para a esquerda, com a cabeça voltada para trás em perfil. Ele segurava uma bandeira desfraldada em um mastro curto na mão direita. No canto inferior esquerdo do medalhão, entre o mastro da bandeira e a perna direita do combatente, estava gravado o ano "1941" em posição inclinada. O medalhão era cercado por uma coroa de louros. Entre as pontas da estrela, havia um machado e um fuzil cruzados, visíveis apenas em suas partes superior e inferior. Esse modelo era feito de bronze, com os braços da estrela esmaltados em vermelho, e suas dimensões eram de 40 x 37 mm. Segundo o pesquisador Boris Prister, ao analisar um exemplar preservado no Museu Histórico da Croácia, os elementos metálicos dessa versão eram feitos de bronze de baixa qualidade, com prateamento deficiente.  
O segundo modelo da Medalha Comemorativa dos Partisans de 1941 foi introduzido pela Lei de maio de 1946 que regulamentava a condecoração. Esse modelo era composto por duas estrelas de cinco pontas sobrepostas. A estrela menor, dourada, tinha superfícies lisas e uma borda saliente, com a ponta inferior voltada para baixo, onde estava inscrito o ano "1941". A estrela maior, prateada, apresentava raios que emanavam do centro e se posicionavam entre as pontas da estrela menor. Sobre essa estrutura, havia uma figura de combatente em prata platinada, representado em um movimento enérgico para a direita. Ele segurava uma bandeira na mão esquerda, com o corpo voltado de frente, mas com a cabeça girada para trás em perfil. Com a mão direita, fazia um gesto convocando o povo à luta. O verso da medalha era liso e possuía um parafuso com porca para fixação no lado esquerdo do peito.  
O escultor Antun Augustinčić foi o autor desse segundo modelo, que era fabricado em Zagreb pela empresa de metalurgia e casa da moeda "Oreković Marko" (IKOM). A medalha era feita de prata, com partes douradas, e suas dimensões eram de 46 x 47 mm.
No mesmo ano em que criou esse segundo modelo, Augustinčić também projetou um distintivo especial para o Marechal Josip Broz Tito, chamado "Distintivo de Marechal". No centro desse distintivo estava o brasão da República Federativa Popular da Iugoslávia, rodeado por elementos simbólicos da Guerra de Libertação Nacional. Na parte superior, acima do brasão, aparecia uma figura de combatente segurando uma bandeira, idêntica à da Medalha Comemorativa dos Partisans de 1941, com a única diferença sendo a posição da mão direita.
| Modelo de 1944─1945 | Modelo de 1945─1963 |
| ------------------- | ------------------- |
|                     |                     |

## Literatura
- Војна енциклопедија. — Београд, 1975.
- Опћа енциклопедија. — Загреб: Југословенски лексикографски завод, 1980.
- Борис Пристер. Одликовања збирке др. Вељка Малинара. — Загреб, 2000.
- Кирилл Цыпленков. Партизанский памятный знак 1941 года. СССР — для Югославии. 1944. // Старый Цейхгауз. 2008. № 3(27). — P. 42-44.